# Wells Fargo Center
Wells Fargo Center (v preteklosti znan pod imeni CoreStates Center in First Union Center in Wachovia Center) je dvorana, ki se nahaja v Philadelphiji, ZDA.
V dvorani domujejo hokejski klub Philadelphia Flyers, košarkarski klub Philadelphia 76ers, lacrosse klub Philadelphia Wings ter klub dvoranskega nogometa Philadelphia Soul. Dvorano so začeli graditi 14. septembra 1994, otvoritev pa je bila 31. avgusta 1996. Kapaciteta dvorane je 21.600 sedišč za košarkarske tekme ter 19.519 sedežev za hokejsko tekmo. 

## Pomembni dogodki
- 1996 - 3 tekme svetovnega hokejskega pokala
- 1997 - Finale Stanleyevega pokala
- 1999 - AHL All-Star Classic
- 1999 - WrestleMania XV
- 2001 - NBA finale
- 2002 - NBA ALL-Star tekma
  - Dvorana je v preteklosti gostila tudi veliko koncertov znanih glasbenih zasedb